# Bret Boone
Bret Robert Boone (ur. 6 kwietnia 1969) – amerykański baseballista, który występował na pozycji drugobazowego.

## Kariera zawodnicza
W czerwcu 1987 został wybrany w 28. rundzie draftu przez Minnesota Twins, jednak nie podpisał kontraktu z organizacją tego klubu, gdyż zdecydował się podjąć studia na University of Southern California, gdzie w latach 1988–1990 grał w drużynie uniwersyteckiej USC Trojans. W ciągu trzech sezonów gry na uczelni uzyskał średnią 0,304, zdobył 29 home runów i zaliczył 160 RBI. W czerwcu 1990 został wybrany w 5. rundzie draftu przez Seattle Mariners i początkowo grał w klubach farmerskich tego zespołu, najwyżej na poziomie Triple-A w Calgary Cannons.
W Major League Baseball zadebiutował 19 sierpnia 1992 w meczu przeciwko Baltimore Orioles, w którym zaliczył RBI single. W listopadzie 1993 w ramach wymiany zawodników przeszedł do Cincinnati Reds, w którym grał przez pięć sezonów. W 1998 reprezentował klub w Meczu Gwiazd i po raz pierwszy zdobył Złotą Rękawicę. W 1999 grał w Atlanta Braves, zaś w 2000 w San Diego Padres.
W grudniu 2000 jako wolny agent podpisał kontrakt ze Seattle Mariners. W 2001 zanotował najlepszy sezon w swojej karierze, notując średnią 0,331, zdobywając 37 home runów i zaliczając najwięcej w American League RBI (141). Ponadto został wybrany do wyjściowego składu AL All-Star Team, po raz pierwszy otrzymał Silver Slugger Award, a w głosowaniu od nagrody MVP American League zajął 3. miejsce za kolegą z zespołu Ichirō Suzukim i Jasonem Giambim z Oakland Athletics. W sezonie 2001 Seattle Mariners wyrównali rekord należący do Chicago Cubs, odnosząc 116 zwycięstw w sezonie zasadniczym. Grał jeszcze w Minnesota Twins i klubie farmerskim Washington Nationals – Columbus Clippers. Karierę zawodniczą zakończył w maju 2008.

## Życie prywatne
Bret Boone jest synem Boba Boone’a, czterokrotnego uczestnika Meczu Gwiazd i mistrza MLB z Philadelphia Phillies w 1980, wnukiem Raya Boone’a, dwukrotnego uczestnika Meczu Gwiazd i mistrza MLB z Cleveland Indians w 1948 roku oraz bratem Aarona Boone’a, który również wystąpił w All-Star Game.

## Nagrody i wyróżnienia
| Nagroda/wyróżnienie     | Lata                   | Źródło |
| 3× All-Star             | 1997, 2001, 2003       | [ 1 ]  |
| 4× Gold Glove Award     | 1998, 2002, 2003, 2004 | [ 1 ]  |
| 2× Silver Slugger Award | 2001, 2003             | [ 1 ]  |